# 60 Wall Street
60 Wall Street este un zgârie-nori de 47 etaje (227 m) ce se află în New York City. Filiala americană a Deutsche Bank își are sediul aici.

## Legături externe
- Site web oficial